# Lista chorążych reprezentacji Belgii na igrzyskach olimpijskich
Lista chorążych reprezentacji Belgii na igrzyskach olimpijskich – lista zawodników i zawodniczek reprezentacji Belgii, którzy podczas ceremonii otwarcia nowożytnych igrzysk olimpijskich nieśli flagę belgijską.

## Chronologiczna lista chorążych
| Lp. | Rok i miejsce           | Chorąży                    | Dyscyplina                        |
| --- | ----------------------- | -------------------------- | --------------------------------- |
| 1   | 1900, Paryż             | b.d.                       |                                   |
| 2   | 1908, Londyn            | b.d.                       |                                   |
| 3   | 1912, Sztokholm         | b.d.                       |                                   |
| 4   | 1920, Antwerpia         | Victor Boin                | Piłka wodna, pływanie, Szermierka |
| 5   | 1924, Charnonix         | b.d.                       |                                   |
| 6   | 1924, Paryż             | b.d.                       |                                   |
| 7   | 1928, Sankt Moritz      | b.d.                       |                                   |
| 8   | 1928, Amsterdam         | b.d.                       |                                   |
| 9   | 1932, Lake Placid       | b.d.                       |                                   |
| 10  | 1932, Los Angeles       | b.d.                       |                                   |
| 11  | 1936, Innsbruck         | Eric De Spoelberch         | Bobsleje                          |
| 12  | 1936, Berlin            | Édouard Écuyer de le Court | Pięciobój nowoczesny              |
| 13  | 1948, Sankt Moritz      | Max Houben                 | Bobsleje, Lekkoatletyka           |
| 14  | 1948, Londyn            | Charles Vyt                | Pięciobój nowoczesny              |
| 15  | 1952, Oslo              | b.d.                       |                                   |
| 16  | 1952, Helsinki          | Charles Debeur             | Szermierka                        |
| 17  | 1956, Cortina d’Ampezzo | b.d.                       |                                   |
| 18  | 1956, Melbourne         | André Nelis                | Żeglarstwo                        |
| 19  | 1960, Rzym              | André Nelis                | Żeglarstwo                        |
| 20  | 1964, Innsbruck         | b.d.                       |                                   |
| 21  | 1964, Tokio             | Gaston Roelants            | Lekkoatletyka                     |
| 22  | 1968, Meksyk            | Gaston Roelants            | Lekkoatletyka                     |
| 23  | 1972, Sapporo           | Robert Blanchaer           | Narciarstwo alpejskie             |
| 24  | 1972, Monachium         | Gaston Roelants            | Lekkoatletyka                     |
| 25  | 1976, Innsbruck         | Robert Blanchaer           | Narciarstwo alpejskie             |
| 26  | 1976, Montreal          | Gaston Roelants            | Lekkoatletyka                     |
| 27  | 1980, Lake Placid       | Henri Mollin               | Narciarstwo alpejskie             |
| 28  | 1980, Moskwa            | b.d.                       |                                   |
| 29  | 1984, Sarajewo          | Henri Mollin               | Narciarstwo alpejskie             |
| 30  | 1984, Los Angeles       | Edgar-Henri Cuepper        | Jeździectwo                       |
| 31  | 1988, Calgary           | Katrien Pauwels            | Łyżwiarstwo figurowe              |
| 32  | 1988, Seul              | Dirk Crois                 | Wioślarstwo                       |
| 33  | 1992, Albertville       | Geert Blanchart            | Short track                       |
| 34  | 1992, Barcelona         | Frans Peeters              | Strzelectwo                       |
| 35  | 1994, Lillehammer       | Bea Pintens                | Short track                       |
| 36  | 1996, Atlanta           | Jean-Michel Saive          | Tenis stołowy                     |
| 37  | 1998, Nagano            | Conrad Alleblas            |                                   |
| 38  | 2000, Sydney            | Ulla Werbrouck             | Judo                              |
| 39  | 2002, Salt Lake City    | Simon Van Vossel           | Short track                       |
| 40  | 2004, Ateny             | Jean-Michel Saive          | Tenis stołowy                     |
| 41  | 2006, Turyn             | Kevin Van Der Perren       | Łyżwiarstwo figurowe              |
| 42  | 2008, Pekin             | Sébastien Godefroid        | Żeglarstwo                        |
| 43  | 2010, Vancouver         | Kevin Van Der Perren       | Łyżwiarstwo figurowe              |
| 44  | 2012, Londyn            | Tia Hellebaut              | Lekkoatletyka                     |
| 45  | 2014, Soczi             | Hanna Mariën               | Bobsleje                          |
| 46  | 2016, Rio de Janeiro    | Olivia Borlée              | Lekkoatletyka                     |
| 47  | 2018, Pjongczang        | Seppe Smits                | Snowboarding                      |
| 48  | 2020, Tokio             | Félix Denayer              | Hokej na trawie                   |
| 48  | 2020, Tokio             | Nafissatou Thiam           | Lekkoatletyka                     |
| 49  | 2022, Pekin             | Armand Marchant            | Narciarstwo alpejskie             |
| 49  | 2022, Pekin             | Loena Hendrickx            | Łyżwiarstwo figurowe              |